# 龍洞堡機場駅
龍洞堡機場駅（りょうどうほうきじょう-えき）は中華人民共和国貴陽市南明区に位置する貴陽軌道交通2号線の駅。貴陽龍洞堡国際空港のターミナルに直結している。

## 概要
- 貴陽龍洞堡国際空港の連絡的な役割として地下鉄が2021年4月28日に開通。それ以前からもいわゆる中国高鉄の市内のシャトル列車としてCR龍洞堡駅が開通していた。

## 駅周辺
- 貴陽龍洞堡国際空港
- CR龍洞堡駅(貴陽東・貴陽北方面)